# Grande Écurie

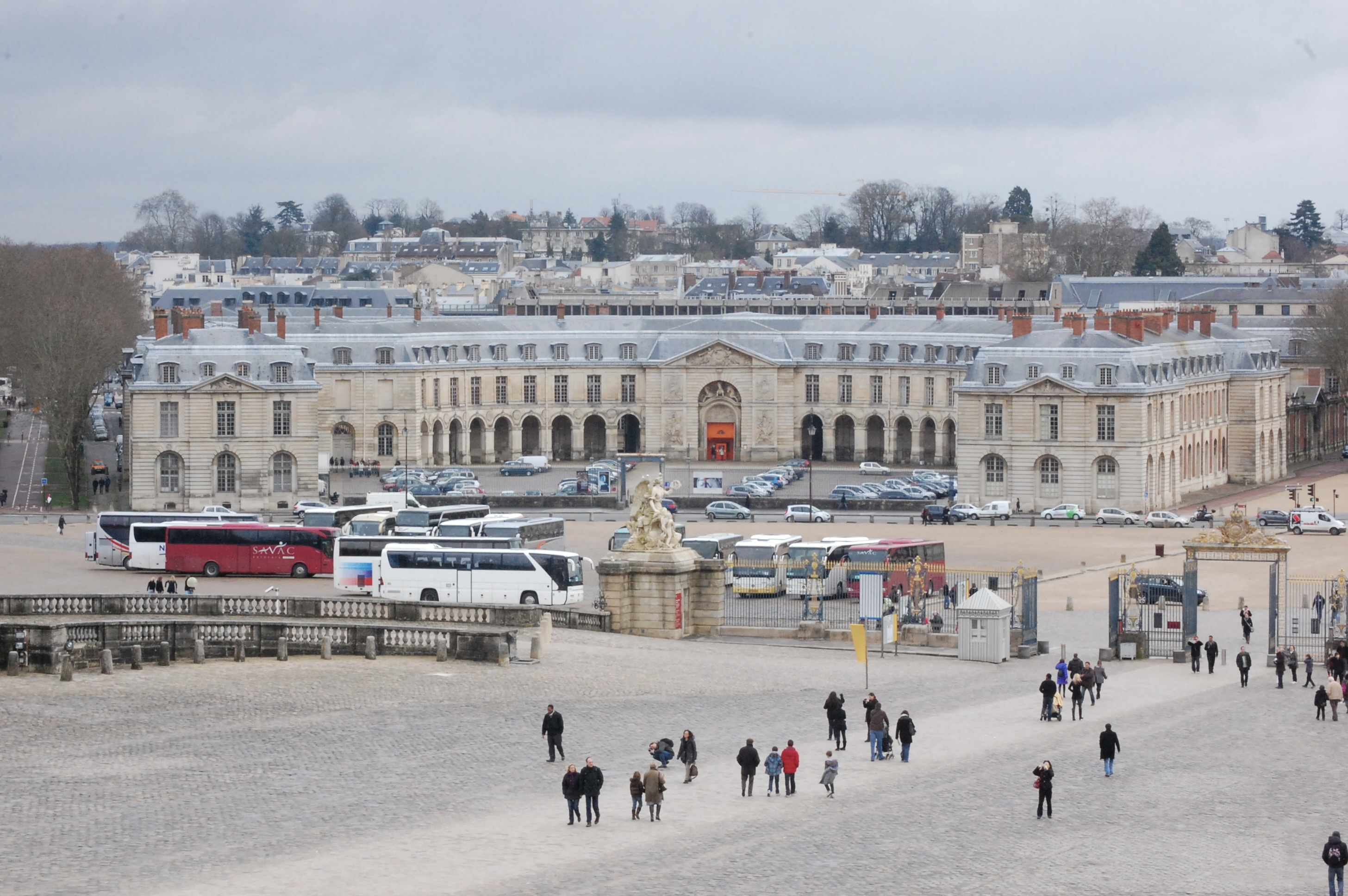
Grande Écurie, Versailles

Die Grande Écurie (französisch für „großer Marstall“) ist ein monumentales Bauwerk an der Place d’Armes in Versailles (Frankreich). Sie liegt dem Ehrenhof von Schloss Versailles gegenüber, an der Nordseite der Avenue de Paris, der zentralen Achse des Stadtplans von Versailles. 

## Geschichte
Die Grande Écurie wurde 1682, in der Regierungszeit von Ludwig XIV., unter Leitung des Architekten Jules Hardouin-Mansart erbaut. Spiegelbildlich gegenüber an der Südseite der Avenue de Paris liegt die Petite Écurie, in der die Fahrpferde und Kutschen untergebracht waren.
Während des Ancien Régime stand die Grande Écurie unter dem Befehl des Großstallmeisters von Frankreich und beherbergte die Jagd- und Kriegspferde des Königs und der Prinzen. Zwischen 1680 und 1830 befand sich hier die Reitschule von Versailles, die Wiege der klassischen Reitkunst in Frankreich.
Im 17. und 18. Jahrhundert (Ludwig XIV. und Ludwig XV.) war die Grande Écurie ein wichtiges Element des Hoflebens, es wurde Musik aufgeführt und das Reiten wurde musikalisch begleitet. Dazu gab es in diesem Zeitraum fünf verschiedene Ensembles, die nach den verwendeten Instrumenten benannt waren: „Trompettes“, „Violons, hautbois, saqueboutes et cornets“, „Hautbois et musettes du Poitou“, „Fifres et tambours“, sowie die „Cromornes et Trompettes marines“. Bekannte Musiker, beispielsweise Jacques-Martin Hotteterre, Marc-Antoine Charpentier und Charles Dieupart waren Mitglieder der Musikensembles der Grande Écurie.
In der Grande Écurie befand sich unter anderem die Schule für die Pagen des Königs. Diese war Adeligen vorbehalten, die ihren Adelstitel seit mindestens 1550 nachweisen konnten. Die Aufnahme in die Grande Écurie du Roi oder die Petite Écurie du Roi (dt. "kleiner Marstall des Königs") war für die Familie des Pagen eine große Ehre, die gleich nach den Honneurs de la Cour kam.
Die Fassaden zum Innenhof, zu der Avenue de Paris und der Avenue de Saint-Cloud und die Fassaden der beiden Pavillons gelten als historische Denkmäler.
Heute befindet sich in der Grande Écurie die Verwaltung von Versailles, eine Reitinstitution und ein Kutschenmuseum.

## Académie du spectacle équestre
Die Académie du spectacle équestre ist eine Reitinstitution mit Pferdesportanlage, die 2002 von dem französischen Reiter, Regisseur und Choreographen Bartabas gegründet wurde. Sie widmet sich der klassischen Reitkunst und umfasst eine Stuntmen-Truppe. Die Truppe führt Pferdeshows auf.

## Kutschenmuseum
Das Kutschenmuseum (frz. Galerie des Carrosses) wurde im 19. Jahrhundert durch den französischen König Louis-Philippe gegründet und war ursprünglich in einem Gebäude im Schlosspark untergebracht. 1985 wurde das Kutschenmuseum an der Place d’Armes gegenüber dem Schloss in einem Flügel der Grande Écurie verlegt. Nach langer Schließung und Renovierung wurde es am 10. Mai 2016 wiedereröffnet. 